# Wolfgang Esser (Basketballtrainer)
Wolfgang Esser (* 1952 in Trier) ist ein ehemaliger deutscher Basketballtrainer.

## Leben
Esser studierte zunächst Betriebswirtschaftslehre an der Universität des Saarlandes, ab 1979 dann an der Deutschen Sporthochschule in Köln und betreute in der Stadt Linz am Rhein ebenfalls ab 1979 die Mannschaft des örtlichen BBC als Spielertrainer, in der Saison 1982/83 in der 2. Basketball-Bundesliga. 1985 übernahm Esser, bis 1987 zudem Landestrainer beim Basketballverband Rheinland-Pfalz war, in seiner Heimatstadt das Traineramt beim Regionalligisten TV Germania (TVG) Trier. 1986 führte er die Mannschaft zum Aufstieg in die zweite Liga und 1990 in die Basketball-Bundesliga. „Der Aufstieg war der größte Moment meiner Basketballkarriere“, sagte Esser, der in Basketballkreisen den Spitznamen „Wolli“ erhalten hatte, gegenüber der Zeitung Volksfreund im Februar 2015. Nach dem Sprung in die Bundesliga trainierte Esser den TVG noch bis 1992 in der höchsten deutschen Spielklasse, ehe er sich freiwillig vom Traineramt zurückzog. Anschließend war er in den 1990er Jahren noch Trainer des BBV Lahnstein, der unter seiner Leitung in die Regionalliga aufstieg. Er betreute ebenfalls den PST Trier als Trainer.
Von 1987 bis 2002 war Esser in der Verwaltung der Stadt Trier tätig, während der zeitweilig parallel dazu die Basketballmannschaft des luxemburgischen Erstligisten Sparta Bartreng betreute, mit der er auch im Europapokal antrat. Dem Basketball blieb er später als Mitglied des sportlichen Beirates des Bundesligisten TBB Trier treu. 2003 wurde er Geschäftsführer der Castel Trier GmbH, aus der später die Messe- und Veranstaltungsgesellschaft (MVG) entstand, die unter anderem die Arena Trier, die Messeparkhalle sowie die Europahalle betreibt, sowie ab 2015 zusätzlich Geschäftsführer der neugegründeten Tochtergesellschaft MV Gastro Trier GmbH, die den gastronomischen Betrieb im Geschäftsbereich der MVG abdeckt. Am 1. Juli 2019 ging er in den Ruhestand.

### Sonstiges
Am 30. August 2021 wurde Esser in seiner Heimatstadt Trier von der KG „M’r wieweln noch“ en Zalawen Trier 1911 e.V. der „Orden gegen den Trierischen Ernst“, eine der renommiertesten Auszeichnungen in der Stadt verliehen.